# Kalevi Keihänen

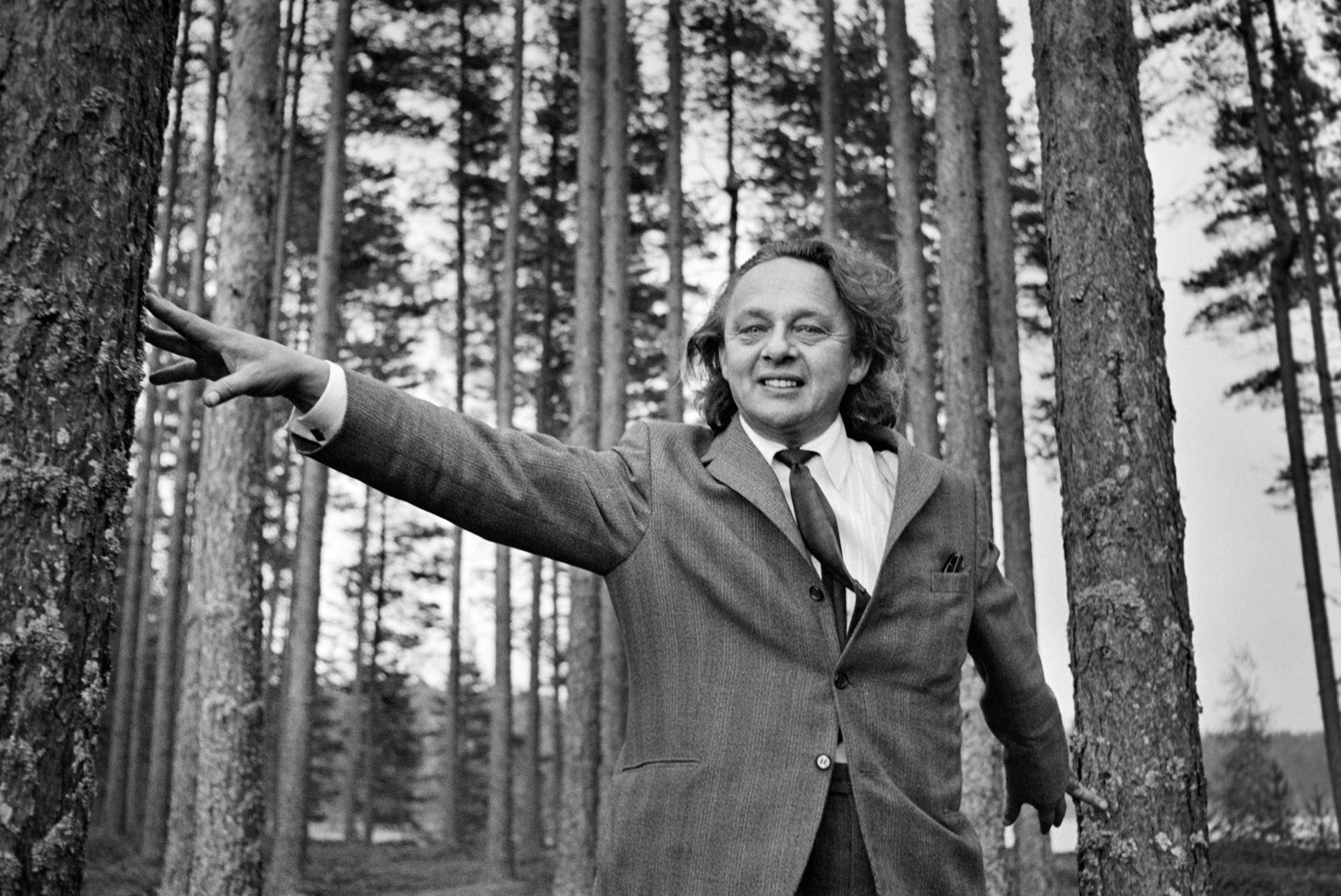
Kalevi Keihänen (1969).

Åke Kalevi Keihänen, född 28 juni 1924 i Vahto, död 9 februari 1995 i Helsingfors, var en finländsk resebyråchef. Han lade grunden till den finländska massturismen.
Keihänen inrättade 1954 sin första resebyrå Turistimatkat Oy, som främst sysslade med bussresor till Mellaneuropa. Han grundade 1965 Keihäsmatkat Oy och utökade 1972 verksamheten med flygbolaget Spear Air Oy. Detta var under en tid då massturismen fick vind i seglen och allt fler började resa till värmen i södern. Den innovative Keihänen betraktade det som sin uppgift att få vanligt folk att upptäcka resandets behag och vände sig med billiga men välplanerade resor främst till de breda lagren. Keihäsmatkat hade sin blomstringstid i början av 1970-talet, då bolaget som mest transporterade drygt 100 000 finländare om året till solen. Den ökande konkurrensen och överinvestering gjorde att Keihänens bolag gick i konkurs 1974.